# Liste der Naturdenkmale in Obermoschel
Die Liste der Naturdenkmale in Obermoschel nennt die im Gemeindegebiet von Obermoschel ausgewiesenen Naturdenkmale (Stand 28. März 2024).

## Naturdenkmale
| Nr.         | Bezeichnung   | Lage                                                             | Beschreibung                                                            | Bild                                    |
| ----------- | ------------- | ---------------------------------------------------------------- | ----------------------------------------------------------------------- | --------------------------------------- |
| ND-7333-018 | Luitpoldlinde | östlich des Ortes an der K 17 (bei Waldhaus 1) Lage              | Tilia sp.; 1891 gepflanzt                                               | Direkt Bild zu diesem Denkmal hochladen |
| ND-7333-020 | Hünenstein    | nördlich des Ortes und westlich des Waldhauses Ludwigstreue Lage | auch Langer Stein; Monolith vermutlich keltischen Ursprungs; 1,8 m hoch | Fotos hochladen                         |